# 1494 Savo
1494 Savo је астероид главног астероидног појаса чија средња удаљеност од Сунца износи 2,190 астрономских јединица (АЈ).
Апсолутна магнитуда астероида је 12,7 а геометријски албедо 0,048.